# Rolf Crummenauer
Rolf Crummenauer (* 24. Juni 1925 in Duisburg-Ruhrort; † 3. Januar 1999 in Meerbusch-Osterath) war ein deutscher Künstler und Hochschullehrer.

## Leben
In den Jahren 1943 und 1944 studierte er bei den Professoren Paul Bindel und Wilhelm Schmurr an der Kunstakademie Düsseldorf. Nach Kriegsdienst und Kriegsgefangenschaft in England und Frankreich setzte er von 1946 bis 1949 sein Studium an der Düsseldorfer Kunstakademie fort, unter anderem bei Heinrich Kamps und Otto Coester. In den Architekturklassen von Walter Köngeter und Hans Schwippert erhielt er einen Unterrichtsauftrag für Freihandzeichnen. Seit 1952 war Rolf Crummenauer in fester Anstellung und wurde im Jahre 1967 zum Professor ernannt. Seit 1972 hatte er eine eigene Klasse für das Künstlerische Lehramt und für Freie Kunst.
Professor Rolf Crummenauer vertrat in seinen Vorlesungen die Auffassung, dass der so genannte Spieltrieb des Menschen ein wesentlicher Motor kreativer Tätigkeit sei (homo ludens).
Nach Auskunft einer seiner Studenten hat Rolf Crummenauer in seinem Vorkurs-Unterricht an der Kunstakademie Düsseldorf die Aufnahmen (Drucke) aus dem Werk „Urformen der Kunst“ von Karl Blossfeldt (1865–1932) als Vorlagenmaterial eingesetzt.

## Werke

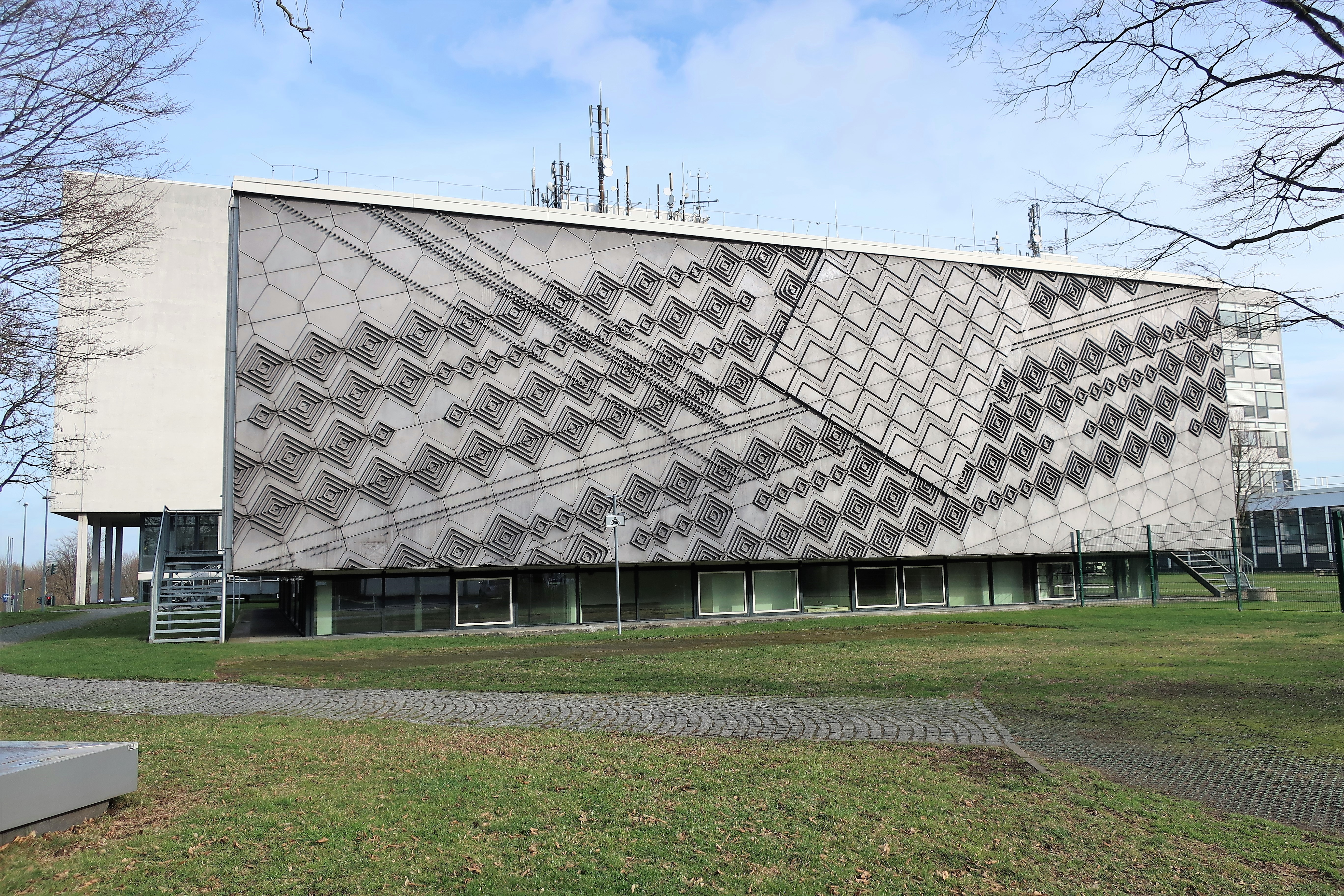
Relief aus Aluminiumguss an der Fachhochschule Hagen

Einige seiner Arbeiten sind im Museum Schloss Moyland (Kreis Kleve) zu sehen, u. a. Teppiche, Glasschliffarbeiten, Glasfenster, Fußböden und Wandbilder. Rolf Crummenauer gestaltete häufig auch Außenfassaden und schuf zahlreiche Reliefs aus Stahl, Aluminiumguss und Bronze. Einen besonderen Schwerpunkt in seinem nur spärlich dokumentierten Œuvre bilden die im Auftrag des Bistums Münster geschaffenen Umgestaltungen von historischen Sakralbauten wie die Grablege der Heiligen Ida in der Wallfahrtskirche St. Ida in Herzfeld (Lippetal) (1981), die im Zuge des 2. Vatikanischen Konzils notwendig gewordenen Umgestaltungen der Altarräume der Propsteikirche St. Ludgerus in Billerbeck (1975) und der Pfarrkirche St. Andreas in Ahaus-Wüllen (1977). Als von ihm selbst so bezeichneter Höhe- und Endpunkt seines Schaffens gilt die Neufassung der Grablege Kardinals von Galen im Kapellenkranz des Hohen Dom St. Paulus  zu Münster 1988 (Hier: Altar, Vortragekreuz, Vitrine, Fußboden etc.). Profane Kunst im öffentlichen Raum ist von ihm u. a. in Hagen zu sehen.